# То Цзяси
То Цзяси́ (кит. упр. 柁嘉熹, пиньинь Tuó Jiāxī, род. 15 января 1991) — китайский профессиональный игрок 9 дана по го, обладатель кубка Чанци (2010 год), кубка CCTV (2012 год), кубка LG (2014 год), победитель в дисциплине блиц среди мужчин на первых Интеллектуальных играх (2009).

## Биография
То Цзяси получил ранг 1 профессионального дана по го в 2002 году. Он был победителем нескольких юношеских китайских турниров. В 2008 году он вошёл в состав китайской команды, боровшейся за Кубок Нонъсим. В 2009 году То Цзяси стал победителем на первых Интеллектуальных играх в дисциплине блиц (среди мужчин), а в 2010 стал победителем розыгрыша кубка Чанци, одолев в финале Чжоу Жуйяна. В 2012 завоевал Кубок CCTV, победив в финале Тань Сяо; в 2014 году он стал победителем в международном турнире на розыгрыш кубка LG.

## Титулы
| Титул                                 | Победитель | Финалист |
| ------------------------------------- | ---------- | -------- |
| Кубок Чанци                           | 2010       |          |
| Синьжэнь Ван                          |            | 2008     |
| Интеллектуальные игры — блиц, мужчины | 2009       |          |
| Кубок CCTV                            | 2012       |          |
| Кубок LG                              | 2014       |          |
| Лонсин                                |            | 2012     |
| Luoyang Longmen Qisheng               |            | 2013     |